# Axel Norling
Karl Axel Patrik Norling, född 16 april 1884 i Stockholm, död 7 maj 1964 i Stockholm, var en svensk ingenjör och allroundman inom sport. Han blev olympisk guldmedaljör 1908 och 1912 samt tog en bronsmedalj år 1906.

## Biografi

### Barn- och ungdomsår
Norling var son till Carl Erik Norling, förvaltare på Svea artilleriregemente, och Eva Lovisa Norling (född Fyhr), hemmafru. Han hade fem systrar och fyra bröder (bland andra Daniel Norling).
Alla fem bröder fick sin utbildning på Norra Real. År 1904 avlade Axel Norling där en maskiningenjörsexamen.

### Karriär
Norling arbetade med separatorer på Alfa Laval från 1904 till 1951. Han gjorde karriär inom företaget som exempelvis ritkontorschef, chef för special- och jästseparatoravdelningen, samt slutligen direktör och försäljningschef för marinavdelningen från 1928, vilket var den tjänst han hade fram till pensionen.

### Familj
Norling var förlovad tre gånger, först 1908 med Tony Romander, dotter till godsägaren Axel Romander på Lidingö, sedan 1910 med Vera Kellerman, och slutligen 1912 med Ingrid Lundgren (1894–1990), som han gifte sig med ett år senare i Maria Magdalena kyrka i Stockholm. Lundgren var dotter till P.H. Lundgren och barnbarn till byggherren J.P. Holmberg (känd för sin donation till Stockholm som gav upphov till skulpturen på Mariatorget, Tors fiske).

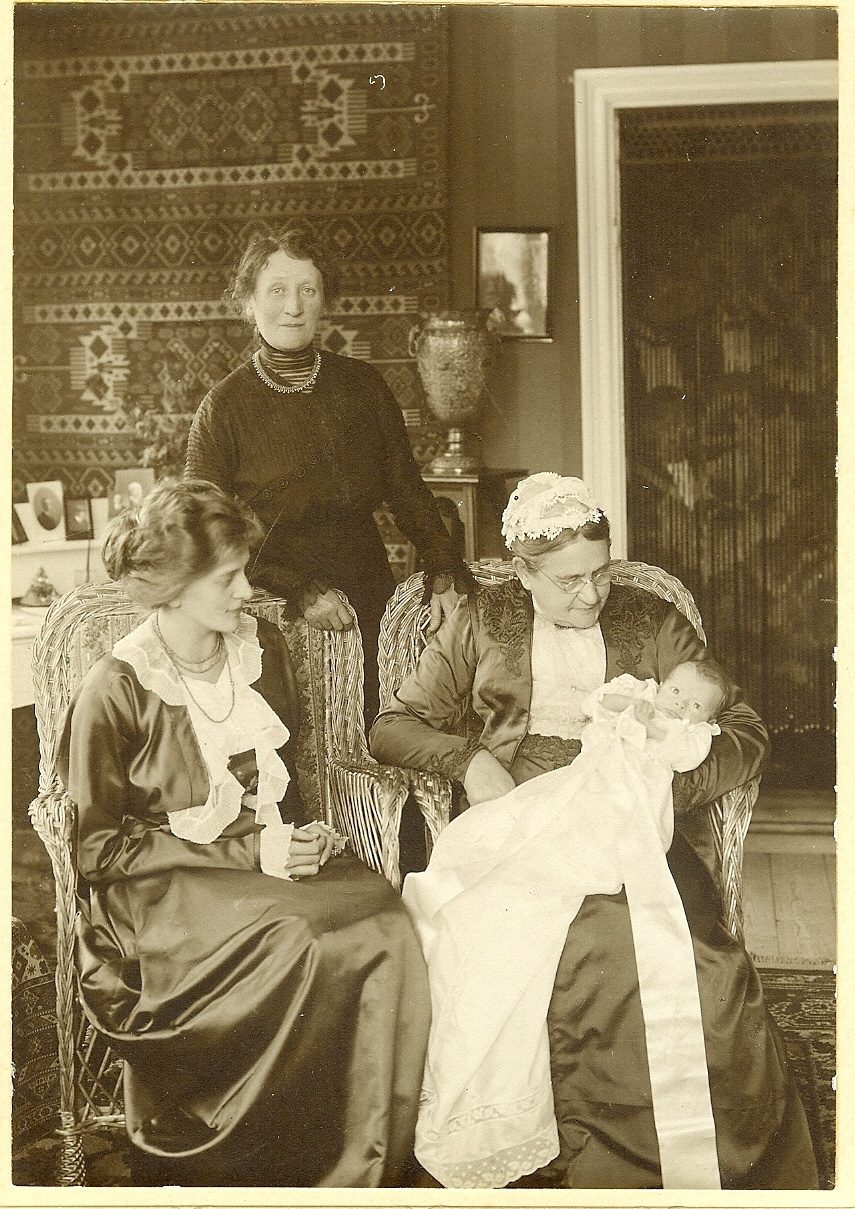
Norlings fru Ingrid Norling, svärmor Olivia Lundgren, svärmors mor Johanna Holmberg och son Lars Norling 1914.

De fick fyra barn, tre söner och en dotter. Dottern, döpt Ingrid efter sin mor, gick bort innan hon fyllt två år. Makarna Norling är begravda på Danderyds kyrkogård.

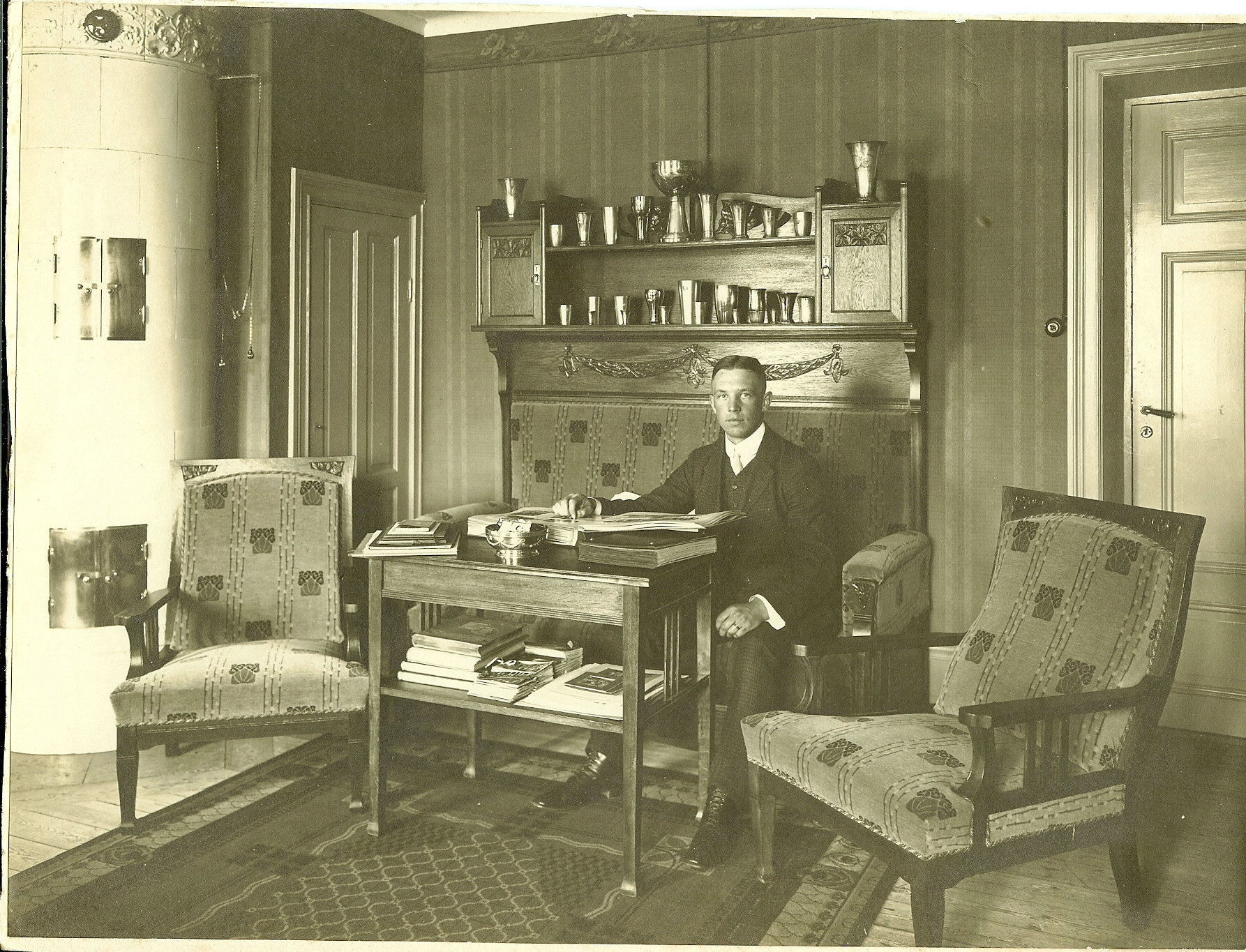
Axel Norling i sin lägenhet någon gång runt 1910–1920.
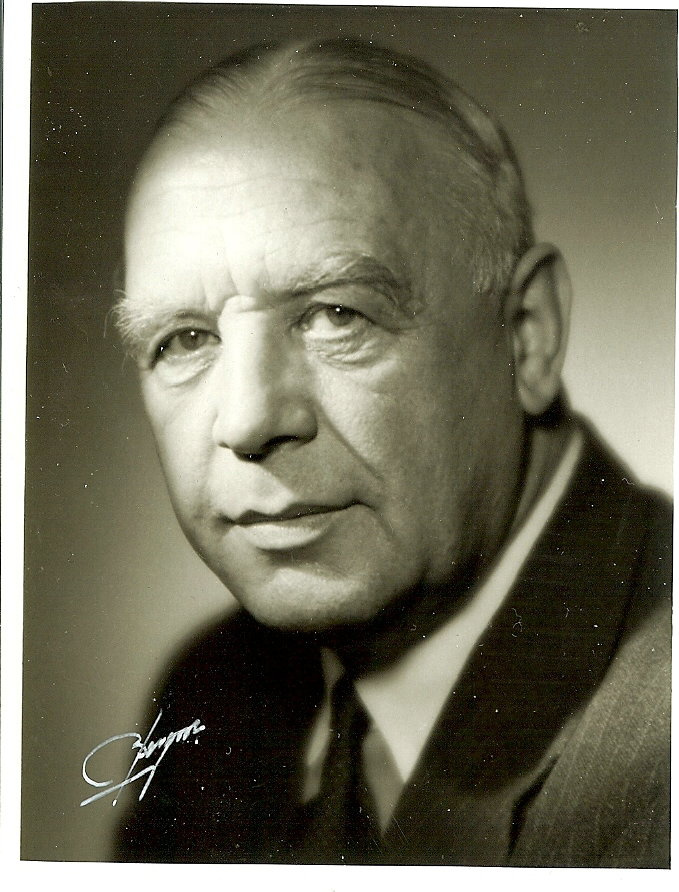
Axel Norling runt 1950.